# Seleneto de dibenzila
Seleneto de dibenzila, monosseleneto de dibenzila, 1,1´-[selenobis(metileno)]bis-benzeno é o composto orgânico de fórmula C14H14Se e massa molecular 261,22096. É classificado com o número CAS 1842-38-2 e CB6774802